# Туристичка атракција
Туристичка атракција је интересантно место где туристи посећују природне или културне вредности, историјског значаја, природне или изграђене лепоте које нуде разоноду и забаву.

## Типови
Места природне лепоте као што су плаже, тропска острва, национални паркови, планине, пустиње и шуме примери су традиционалних туристичких атракција које људи могу посетити. Културне туристичке атракције могу укључивати историјска места, споменике, древне храмове, зоолошке вртове, акваријуме, музеје и уметничке галерије, ботаничке вртове, зграде и објекте (као што су тврђаве, дворци, библиотеке, бивши затвори, небодери, мостови), карневали, историјски музеји, јавна уметност (скулптуре, статуе) и културни догађаји. Многе туристичке атракције су и знаменитости.

## Природне туристичке атракције
Природне туристичке атракције представљају туристичке атракције које нису настале под утицајем човека. На пример вулкани, пећине, реке, планине и слично.

## Антропогене туристичке атракције
Антропогене туристичке вредности су они објекти, догађаји и манифестације у простору за које се може везати пажња туриста.